# Phaeochrous gambiensis
Phaeochrous gambiensis är en skalbaggsart som beskrevs av John Obadiah Westwood 1841. Phaeochrous gambiensis ingår i släktet Phaeochrous och familjen Hybosoridae. Inga underarter finns listade i Catalogue of Life.